# Richard Mastracchio
Richard Alan Mastracchio (* 11. února 1960, Waterbury, Connecticut, USA) je americký inženýr, od května 1996 je astronautem NASA. 
V letech 2000, 2007 a 2010 absolvoval tři krátkodobé lety raketoplánem Space Shuttle k Mezinárodní vesmírné stanici (ISS). Od listopadu 2013 do května 2014 pracoval na ISS jako člen Expedice 38/39.

## Život

### Mládí
Richard Mastracchio se narodil ve městě Waterbury ve státě Connecticut. Zde také navštěvoval střední školu. Poté studoval na University of Connecticut, kterou absolvoval roku 1982 s titulem bakaláře elektroinženýrství/informatiky. Od roku 1982 pracoval v connecticutské společnosti Hamilton Standard, ve výrobě inerciálních měřících jednotek a palubních leteckých počítačů. Současně studoval na Rensselaerově polytechnickém institutu (Rensselaer Polytechnic Institute), kde roku 1987 obdržel magisterský titul v oboru elektrotechniky. Roku 1987 se přestěhoval do Houstonu. Pracoval zde ve společnosti Rockwell Shuttle Operations Company při Johnsonovu vesmírném středisku. Po třech letech začal pracovat v NASA, podílel se na přípravě letového softwaru Space Shuttlů. Současně roku 1991 získal magisterský titul z fyziky na University of Houston. Roku 1993 přešel na místo specialisty pro navigaci a řízení ve středisku řízení letů.

### Astronaut

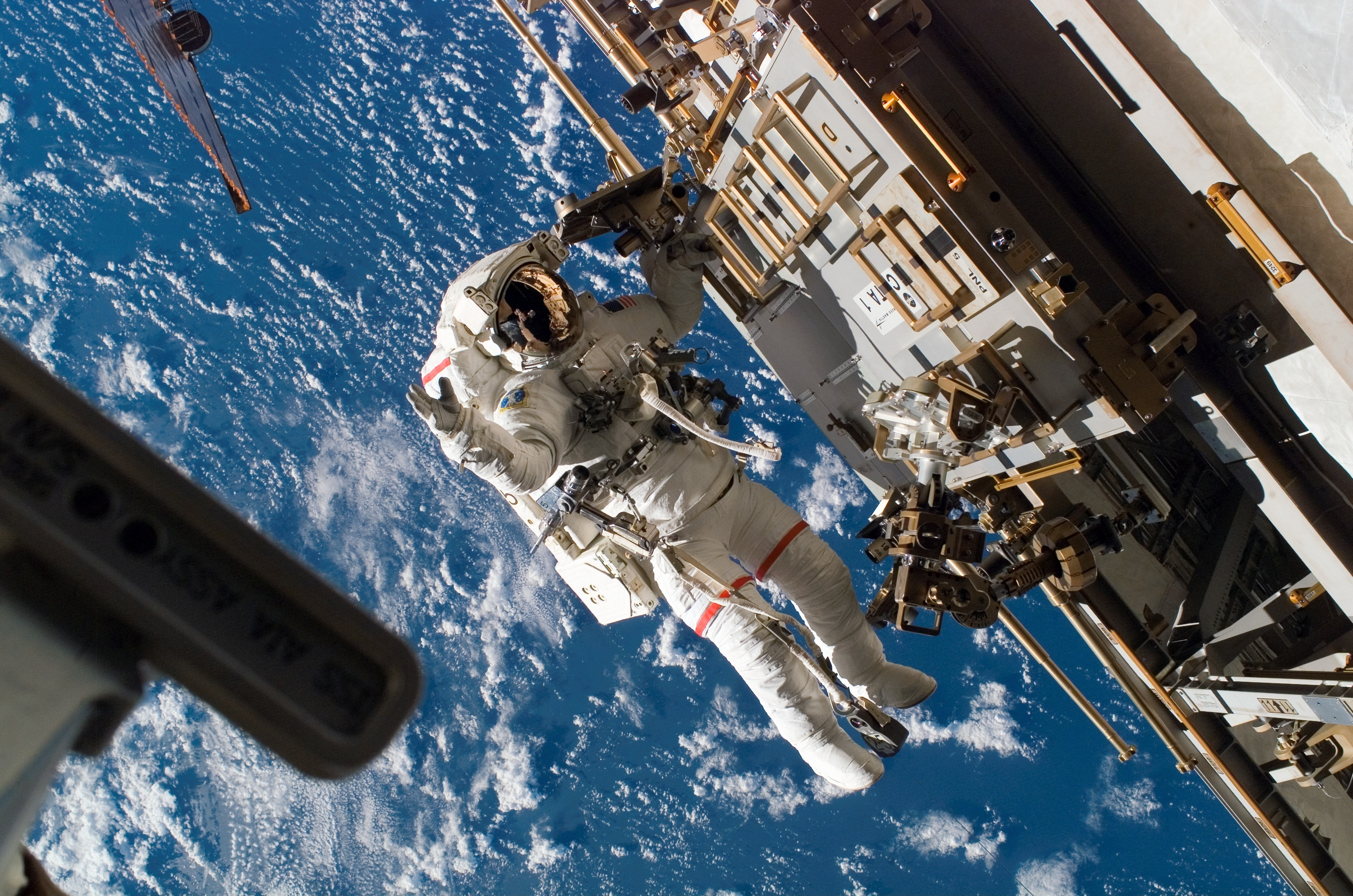
Richard Mastracchio během výstupu na povrch ISS při misi STS-118, 15. srpna 2007

Přihlásil se k 14. a 15. náboru astronautů NASA v letech 1991 a 1994, ale uspěl až napotřetí v 16. náboru a 1. května 1996 byl zařazen mezi americké astronauty. Ve dvouletém základním kosmonautickém výcviku získal kvalifikaci „letový specialista“ raketoplánu.
V únoru 2000 byl jmenován do posádky letu STS-106. Do vesmíru odstartoval 8. září 2000 na palubě raketoplánu Atlantis. Cílem mise byla doprava zásob a vybavení na Mezinárodní vesmírnou stanici (ISS), která měla být od začátku listopadu 2000 trvale osídlena. Let trval 11 dní, 19 hodin a 11 minut.
V srpnu 2002 ho NASA vybrala do posádky letu STS-117 plánovaného na září 2003, ale po zkáze raketoplánu Columbia v únoru 2003 byly lety raketoplánů pozastaveny.
Na řadu znovu přišel až v květnu 2006, kdy byl začleněn do posádky mise STS-118. Ke svému druhému letu vzlétl 8. srpna 2007, opět v roli letového specialisty, tentokrát v raketoplánu Endeavour. Cílem letu byla dodávka a instalace další části – nosníku S5 – hlavní nosné konstrukce (Integrated Truss Structure) a dalšího vybavení a dílů. Během letu provedl tři výstupy na povrch stanice o celkové délce 18 hodin a 13 minut. Let trval 12 dní, 17 hodin a 56 minut.
V prosinci 2008 NASA potvrdila jeho jmenování do posádky letu STS-131. Raketoplán Discovery odstartoval k ISS 5. dubna 2010 s úkolem doplnit zásoby a vybavení stanice. Mastracchio opět při montážních pracích třikrát vystoupil do vesmíru, celkem na 20 hodin a 17 minut. Let trval 15 dní, 2 hodiny a 47 minut.
V únoru 2011 NASA oznámila jeho zařazení do posádky Expedic 38 a 39 na ISS s plánovaným startem v listopadu 2013, posádka byla současně záložní pro Expedici 36/37 startující v květnu 2013.
K ISS odstartoval 7. listopadu 2013 ve funkci palubního inženýra lodi Sojuz TMA-11M, společně s Rusem Michailem Ťurinem a Japoncem Kóiči Wakatou, po šestihodinovém letu se Sojuz se spojil se stanicí. Na ISS pracoval jako palubní inženýr osmatřicáté a (od března 2014) devětatřicáté Expedice. Celá posádka přistála na Zemi 14. května 2014.
Richard Mastracchio je ženatý, má tři děti.